# Lobbywatch
Lobbywatch ist eine journalistische Online-Plattform für transparente Politik in der Schweiz. Der 2014 gegründete Verein ist als gemeinnützig anerkannt und hat seinen Sitz in Bern.

## Ziele und Engagement
Ziel des Vereins Lobbywatch ist es, ein breites Publikum über Einflussstrategien und Machtstrukturen in Politik und Öffentlichkeit zu informieren. Zudem soll durch die Arbeit von Lobbywatch die Medienberichterstattung über Interessenkonflikte bei politischen Entscheiden vereinfacht und gefördert werden.
Kernstück der Aktivitäten von Lobbywatch ist der Betrieb einer Datenbank, in der die nach journalistischen Prinzipien recherchierten Interessenbindungen der Mitglieder der eidgenössischen Räte sowie ihrer Gäste erfasst werden. Die Datenbank basiert auf dem Open-Source-Prinzip und verfügt über eine Export-Schnittstelle.
Mitglieder der Redaktion von Lobbywatch publizieren regelmäßig Blogbeiträge zu Fragen des Lobbyismus und der Transparenz auf der Website. Zudem hat sich der Verein bisher zwei Mal an Vernehmlassungen beteiligt. 2018 lancierte Lobbywatch eine Petition mit dem Titel Schluss mit dem Lobby-Versteckspiel!, die von über 3000 Personen unterschrieben wurde.

## Geschichte
Im Jahr 2008 erschien im „Beobachter“ ein erster Artikel über die zutrittsberechtigten Gäste der Mitglieder der eidgenössischen Räte. In den Folgejahren publizierte der Beobachter immer wieder Texte zu Gästen und Interessenbindungen der Ratsmitglieder. Dabei stellte sich heraus, dass die Angaben auf der Website des Parlaments oftmals unvollständig oder gar falsch waren. Informationen zu den Interessenbindungen der Gäste fehlten fast vollständig. Um diesen Missstand zu beheben, begann eine Gruppe von Journalisten mit Unterstützung von Informatikern im Jahr 2013, die Mandate der eidgenössischen Parlamentarier zu recherchieren und in einer Datenbank zusammenzutragen.
Die Vereinsgründung erfolgte am 24. Juni 2014. Im September 2014 ging die erste Version der Website lobbywatch.ch mit den Interessenbindungen der Mitglieder der Kommissionen für Soziale Sicherheit und Gesundheit online. Innerhalb des folgenden Jahres publizierte der Verein die Interessenbindungen sämtlicher Parlamentsmitglieder und ihrer Gäste.
2017 konnte dank eines Crowdfundings eine neue Website realisiert werden.

## Präsenz in den Medien und Rezeption
Die Mitglieder des Vorstands von Lobbywatch haben sich über die Jahre als Ansprechpartner für Medienschaffende etabliert. Lobbywatch wird zudem in zahlreichen Medienbeiträgen über Lobbyismus und Transparenz in der Politik zitiert. Die Westschweizer Tageszeitung Le Temps stellt 2019 eine Browsererweiterung online, die auf der Arbeit des Vereins basiert.

## Finanzierung
Der Verein ist als gemeinnützig anerkannt und finanziert sich über Spenden und Mitgliederbeiträge. Der Vorstand von Lobbywatch arbeitet ehrenamtlich, lediglich die Recherchearbeiten werden bezahlt.